# Jovita Neliupšienė
Jovita Neliupšienė   (Panevėžys, 1980) (nascuda Jovita Pranevičiūtė) és una política i diplomàtica lituana, antiga assessora en cap de política exterior de la presidenta Dalia Grybauskaitė. D'ençà setembre de 2020, és la cancellera del Ministeri d'Afers Exteriors. Neliupšienė també ha exercit com ambaixadora de Lituània a la Unió Europea del 2015 al 2020, i el 2023 fou nomenada ambaixadora de la UE als Estats-Units.

## Biografia
Del 1998 al 2004, va estudiar a la Universitat de Vílnius on es va graduar amb una llicenciatura i un màster en relacions internacionals i diplomàcia. Del 2000 al 2004, va estudiar dret a la Universitat Mykolas Romeris. Va treballar al Seimas, al Ministeri d'Afers Exteriors i a l'Ambaixada de Lituània a Belarús. D'ençà 2006, ha estat professora a l'Institut de Relacions Internacionals i Ciències Polítiques de la Universitat de Vílnius. L'any 2009, es va doctorar amb una tesi sobre "Autoconsciència nacional i formació de l'estat: l'experiència dels països de la CEI", i es va convertir en professora associada.
El 2009, va assessorar la presidenta Grybauskaitė i va coordinar els temes de les reunions del Consell Europeu. El 2012, després de la marxa de Darius Semaška, es va convertir en assessora en cap de la presidència, i cap del grup de política exterior. El 18 d'agost de 2015, Neliupšienė va ser nomenada ambaixadora de Lituània a la Unió Europea, fins a l'agost de 2020.
Neliupšienė és una de les 89 persones de la Unió Europea contra les quals Rússia ha imposat sancions. El 2023 fou nomenada ambaixadora de la UE als Estats-Units.